# György Nébald
György Nébald (ur. 9 marca 1956 w Budapeszcie) – węgierski szermierz, szablista, trzykrotny medalista olimpijski i wielokrotny medalista mistrzostw świata.
Na igrzyskach olimpijskich w Moskwie w 1980 roku reprezentacja Węgier w składzie: Imre Gedővári, Pál Gerevich, Ferenc Hammang, Rudolf Nébald i György Nébald zdobyła brązowy medal w turnieju drużynowym. Indywidualnie zajął trzynaste miejsce. Podczas rozgrywanych osiem lat później igrzysk olimpijskich w Seulu razem z Bence Szabó, Imre Bujdosó, Imre Gedővárim i László Csongrádim zwyciężył drużynowo. W zawodach indywidualnych był tym razem piąty. Brał również udział w igrzyskach olimpijskich w Barcelonie w 1992 roku, wspólnie z Bence Szabó, Csabą Kövesem, Péterem Abayem i Imre Bujdosó zdobywając drużynowo srebrny medal. W zawodach indywidualnych zajął 25. miejsce.
Podczas mistrzostw świata w Hamburgu w 1978 roku wspólnie z Imre Gedővárim, Pálem Gerevichem, Ferencem Hammangiem i Zoltánem Nagyházim zdobył złoty medal w zawodach drużynowych. W tej samej konkurencji zdobywał następnie złote medale na mistrzostwach świata w Clermont-Ferrand (1981), mistrzostwach świata w Rzymie (1982) i mistrzostwach świata w Budapeszcie (1991), srebrne podczas mistrzostw świata w Wiedniu (1983) i mistrzostw świata w Lyonie (1990) oraz brązowy na mistrzostwach świata w Barcelonie (1985). Ponadto wywalczył indywidualnie złote medale na mistrzostwach świata w Barcelonie w 1985 roku (pokonując w finale Bułgara Christo Etropołskiego) i mistrzostwach świata w Lyonie w 1990 roku (pokonując w finale Heorhija Pohosowa z ZSRR), srebrny podczas mistrzostw świata w Lozannie w 1987 roku (przegrywając finał z Francuzem Jean-Françoisem Lamourem) oraz brązowy podczas mistrzostw świata w Budapeszcie w 1991 roku (plasując się za Grigorijem Kirijenko z ZSRR i Péterem Abayem).
Zdobył również złoty medal drużynowo i brązowy indywidualnie na mistrzostwach Europy w Wiedniu w 1991 roku.
Dwukrotny triumfator prestiżowego turnieju O Szablę Wołodyjowskiego (1988, 1990).
Jego brat, Rudolf Nébald, a także żona Ildikó Mincza-Nébald, również uprawiali szermierkę.

## Starty olimpijskie
Moskwa 1980
- szabla drużynowo –  brąz

Seul 1988
- szabla drużynowo –  złoto

Barcelona 1992
- szabla drużynowo –  srebro